# Jambak (Pantai Ceuremen)
Jambak is een bestuurslaag in het regentschap Aceh Barat van de provincie Atjeh, Indonesië. Jambak telt 223 inwoners (volkstelling 2010).